# Präriehöns
Präriehöns (Tympanuchus) är ett släkte med fåglar i familjen fasanfåglar inom ordningen hönsfåglar som alla förekommer i gräsmarker i Nordamerika.
Släktet präriehöns omfattar endast tre arter:
- Spetsstjärtad präriehöna (T. phasianellus)
- Större präriehöna (T. cupido)
- Mindre präriehöna (T. pallidicinctus)